# Филмски мјузикл
Филмски мјузикл (често се изговара само мјузикл) је филмски жанр у коме ликови из филма изводе или певају песме развијајући ток радње. Поджанр филмског мјузикла је музичка комедија која садржи у себи хумористичку радњу, песме и сами начин извођења.
Филмски мјузикл се развио од позоришног мјузикла. Разлика је у томе што током позоришног мјузикла публика прати уживо извођење песама, а у филму извођачи изводе песму као да је уживо и због тога се сматра сам гледалац филма постаје публика.